# Maiak (Krasnodar)
|  | Per a altres significats, vegeu «Maiak». |

Maiak - Маяк (rus) és un possiólok del krai de Krasnodar, a Rússia. Es troba al Caucas Nord, al capdamunt del riu Kuntimes, afluent del riu Urup, a 17 km al sud-oest d'Otràdnaia i a 202 km al sud-est de Krasnodar. Pertanyen a aquest possiólok els possiolki de Vessioli i Donskoi.

## Història
El 1934 hi havia entre 400 i 500 habitants i fou fundat tan sols uns anys abans, amb la creació del sovkhoz Podgorni, en què s'organitzà la ramaderia expropiada a Podgórnaia i Besstràixnaia. El 1936 s'hi establí el municipi. El 1940 tenia ja uns 700 habitants. Fou ocupat per les tropes nazis durant la Segona Guerra Mundial. Després de la guerra, s'ampliaren les instal·lacions del sovkhoz amb presoners romanesos. El 1950 s'hi establí una MTS. Durant la dècada del 1964 es renovà l'edifici de l'escola. En aquella dècada i durant la següent es desenvolupa la vila amb la construcció de diversos carrers i el subministrament de gas. S'hi construeix un hospital i instal·lacions esportives. El 1977 s'hi construeix la Casa de la Cultura.